# Nussbaumen
Nussbaumen är huvudorten i kommunen Obersiggenthal i kantonen Aargau, Schweiz.